# Фарнето ди Сото (Ређо Емилија)
Фарнето ди Сото је насеље у Италији у округу Ређо Емилија, региону Емилија-Ромања.
Према процени из 2011. у насељу је живело 61 становника. Насеље се налази на надморској висини од 194 м.